# Controversia del traje bronceado de Obama

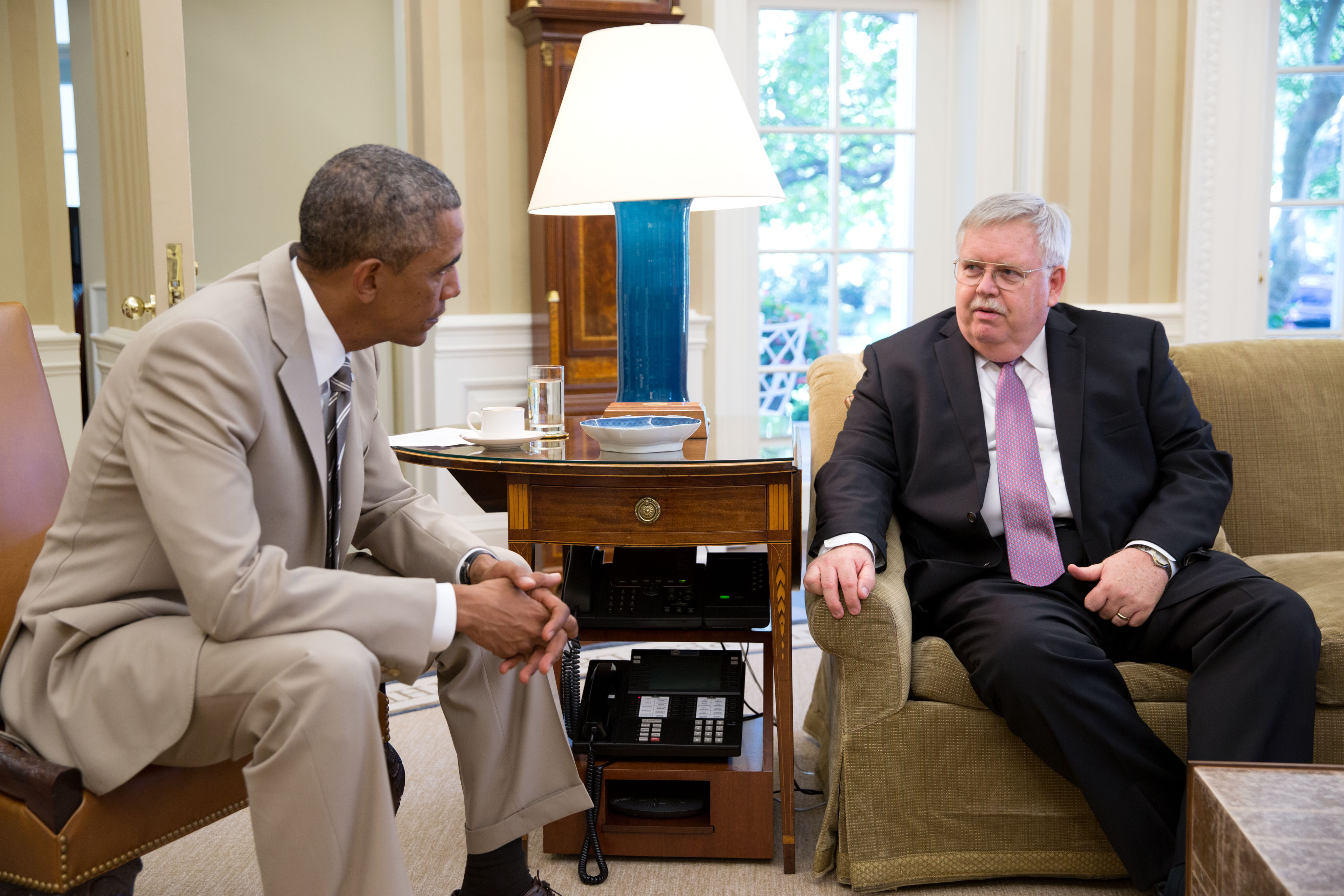
2:49 pm, 28 de agosto de 2014; Obama (a la izquierda, con traje marrón) reuniéndose con John F. Tefft, embajador de Estados Unidos en Rusia, en la Oficina Oval.

El 28 de agosto de 2014, el presidente de Estados Unidos, Barack Obama, celebró una conferencia de prensa en directo sobre el aumento de la respuesta militar contra el Estado Islámico (ISIS) en Siria mientras vestía un traje marrón claro. La aparición de Obama en la televisión con el traje marrón despertó una atención significativa y provocó críticas en los medios de comunicación y las redes sociales. El tema siguió siendo prominente en los medios de comunicación durante varios días y el tema se debatió de manera particularmente amplia en los programas de entrevistas nacionales.

## Antecedentes
El 28 de agosto de 2014, Obama celebró una conferencia de prensa sobre la situación con respecto a ISIS en Siria y cómo el ejército estadounidense planeaba responder. En la conferencia, Obama dijo que Estados Unidos aún tenía que desarrollar un plan con respecto a la eliminación de ISIS y habló ampliamente sobre sus preocupaciones en la región. Durante la conferencia vistió un traje marrón, que hasta ese momento era poco común que Obama lo hiciera.
Un traje de color claro se considera ropa casual de verano, por lo que fue visto por la cadena televisiva conservadora Fox News como demasiado informal para una conferencia de prensa sobre un asunto tan serio. La controversia se vio en el contexto como una serpiente de verano antes del período previo a la campaña electoral de 2014. El traje recibió críticas mixtas desde la perspectiva de la moda.
En ese momento, la inusual atención prestada a las elecciones de moda de un líder masculino contrastaba con ser la experiencia habitual de su rival demócrata Hillary Clinton como mujer en la política.

## Respuesta inmediata
Hubo una reacción violenta significativa de algunos círculos conservadores. El representante republicano Peter King de Nueva York calificó el uso del traje por parte de Obama mientras hablaba de la economía en lugar del terrorismo, y dijo que ''no hay forma, no creo, que ninguno de nosotros pueda excusar lo que hizo el presidente ayer. Quiero decir, tienes al mundo mirando". Según el conservador Justin Sink de The Hill, la mayoría de la gente vio la elección de moda de Obama como un error.
Los críticos conservadores de Obama bromearon sobre el traje marrón, haciendo un juego de palabras con la frase de Obama ''sí, podemos'' y ''la audacia de la esperanza", como ''sí, nos bronceamos'' y ''la audacia del marrón''. La última frase, una versión del título del libro de la campaña presidencial de Obama, fue reciclada de la cobertura de los medios de una nueva decoración de laOficina oval de 2010 por Michael S. Smith, que presentaba una alfombra marrón prominente y muebles en colores apagados similares. Criticado por Arianna Huffington entre otros.
Otros defendieron el traje color canela de Obama, y la mayoría de la gente descartó la controversia por ser insignificante y trivial. El día después de la conferencia de prensa, el secretario de prensa de la Casa Blanca, Josh Earnest, dijo que Obama se sentía bastante bien con su decisión de usar el traje. El diseñador de moda Joseph Abboud, que había hecho trajes para el presidente antes, elogió a Obama por la decisión y dijo que ''no quieres lucir igual todos los días de tu vida. Es muy aburrido''. Múltiples medios de comunicación señalaron cómo los presidentes en el pasado también habían usado trajes color canela, incluidos Ronald Reagan y Bill Clinton. Otros dijeron que la controversia del traje marrón eclipsaba las mayores implicaciones de la conferencia y de la estrategia de Estados Unidos para combatir a ISIS.

## Legado
Para Obama, la controversia del traje claro se convirtió en un tema de broma en eventos futuros.
Durante la presidencia de Donald Trump, los críticos de Trump se referían con frecuencia a la controversia del traje marrón claro para establecer un contraste entre Obama y Trump. 
Estos críticos contrastaron la atención dedicada a este tema trivial bajo la administración de Obama con varios ejemplos de acciones de Trump que rompieron normas políticas más sustanciales mientras generaban menos cobertura, y argumentaron que el episodio ilustró cómo se cubrió la presidencia de Obama en comparación con la de Trump.
En la semana del 60 cumpleaños de Obama y cerca del séptimo aniversario del incidente del traje presidencial, el presidente Joe Biden usó un traje marrón claro para una conferencia de prensa, que fue ampliamente reportado como un golpe a la controversia original.